# Medaglia del giubileo d'oro di Elisabetta II
La medaglia del giubileo d'oro di Elisabetta II fu una medaglia commemorativa coniata per celebrare il giubileo d'oro di Elisabetta II del Regno Unito in occasione dei suoi 50 anni di regno.

## Storia
La medaglia venne realizzata col medesimo scopo di quelle di altri monarchi precedenti, che celebrarono in questo modo l'anniversario dell'incoronazione. Mezzo secolo di regno ha rappresentato per il Regno Unito un traguardo raro (precedentemente solo la Regina Vittoria l'aveva raggiunto), ed è stato celebrato con grandi manifestazioni nel giugno del 2002. Per l'occasione, la regina Elisabetta chiese che le varie organizzazioni inglesi e del Commonwealth facessero le loro proposte circa le concessioni di questa medaglia di modo che essa potesse essere distribuita ad un pubblico più vasto..
Significativamente stati membri del Commonwealth come Nuova Zelanda ed Australia non hanno ricordato l'evento con una medaglia, concedendo la medaglia passivamente ai membri dei loro paesi che avessero prestato un periodo di almeno 5 anni al servizio dell'Inghilterra. Come conseguenza di questo molti contrasti sono sorti per il conferimento di questa medaglia ai membri delle forze armate canadesi. Vennero concesse circa 9.600 medaglie.

## Descrizione
La medaglia consiste in un tondo di bronzo ricoperto di oro con i bordi leggermente rialzati. Esso riporta sul diritto l'effigie della Regina Elisabetta (nella versione per il Regno Unito) o il diadema di stato di re Giorgio IV (nella versione canadese) con la scritta sul diritto QUEEN OF CANADA. REINE DU CANADA. Il retro nella versione canadese presenta una foglia di acero canadese coronata con la scritta "CANADA", e gli anni 1952 e 2002, mentre la versione inglese presenta lo stemma reale attorniato dalle date 1952 e 2002.
Il nastro è blu, bordato di bordeaux, con al centro una fascia bianca divisa in due da una sottile striscia bordeaux.